# 4AD
La 4AD Records è un'etichetta indipendente britannica fondata nel 1979 da Ivo Watts-Russell e Peter Kent.

## Storia
Inizialmente nata come Axis Records, cambiò nome a causa di un'omonimia con un'altra casa discografica. L'idea del nome attuale proviene da un bollettino pubblicitario.
Poco tempo dopo Peter Kent lasciò la 4AD per fondare un'altra casa discografica, la Situation Two Records. A quell'epoca Ivo chiese al disegnatore Vaughan Oliver, di disegnare l'attuale marchio della casa discografica.
La 4AD fa parte del gruppo Beggars Banquet Records assieme a Matador Records, Rough Trade Records e XL Recordings.
Sotto la 4AD hanno pubblicato i propri album gruppi come i Cocteau Twins o i Dead Can Dance, entrambi protagonisti di rilievo della musica new wave degli anni '80. La 4AD è stata inoltre una delle prime etichette di musica post punk.

## Artisti sotto contratto
- Ariel Pink's Haunted Graffiti
- Atlas Sound
- The Birthday Party
- Blonde Redhead
- Bon Iver
- The Breeders
- Camera Obscura
- Celebration
- Deerhunter
- Daughter
- Dry Cleaning
- Tanya Donelly
- Efterklang
- 50 Foot Wave
- The Late Cord
- Gang Gang Dance
- Lisa Gerrard
- Rachel Goswell
- Grimes
- Neil Halstead
- Kristin Hersh
- The Hope Blister
- Iron & Wine
- Jóhann Jóhannsson
- Magnétophone
- Cass McCombs
- Minotaur Shock
- Mojave 3
- The Mountain Goats
- The National
- Brendan Perry
- Emma Pollock
- Purity Ring
- Stornoway
- Sybarite
- TV on the Radio
- Scott Walker
- M. Ward
- Wolf & Cub
- St. Vincent
- Twin Shadow
- tUnE-yArDs
- U.S. Girls

## Artisti che hanno pubblicato con l'etichetta in passato
- Air Miami
- The Amps
- A.R. Kane
- Daniel Ash & Glenn Campling
- Tom Baril
- Bauhaus
- Bearz
- Beirut
- Belly
- Heidi Berry
- Bettie Serveert
- The Birthday Party
- Frank Black
- Broken Records
- Michael Brook
- Harold Budd/Elizabeth Fraser/Robin Guthrie/Simon Raymonde
- Clan of Xymox
- Cocteau Twins
- Colourbox
- Cuba
- Cupol
- Dance Chapter
- Dead Can Dance
- Dif Juz
- Tanya Donelly
- The Fast Set
- 50 Foot Wave
- Frazier Chorus
- Future of the Left
- Lisa Germano
- Lisa Gerrard & Pieter Bourke
- B. C. Gilbert & G. Lewis
- The Glee Club
- GusGus
- Rene Halkett & David Jay
- His Name Is Alive
- The Hope Blister
- Rowland S. Howard & Lydia Lunch
- In Camera
- Insides
- Jóhann Jóhannsson
- Matt Johnson
- Lakuna
- Mark Lanegan Band
- Last Dance
- Liquorice
- Lydia Lunch
- Lush
- MARRS
- Mass
- Vinny Miller
- Minotaur Shock
- Modern English
- Mojave 3
- The Mountain Goats
- My Captains
- Le Mystère des Voix Bulgares
- Colin Newman
- Pieter Nooten/Michael Brook
- The Paladins
- Pale Saints
- Brendan Perry
- The Past 7 Days
- Piano Magic
- Pixies
- Emma Pollock
- Psychotik Tanks
- Ra Ra Riot
- Red Atkins
- Red House Painters
- Rema-Rema
- Richenel
- Scheer
- Serena-Maneesh
- Shox
- Kendra Smith
- Sort Sol
- Spasmodic Caress
- Spirea X
- Spoonfed Hybrid
- Starry Smooth Hound
- Stereolab
- Swallow
- Tarnation
- That Dog
- The The
- Thievery Corporation
- This Mortal Coil
- Throwing Muses
- 23 Envelope
- Ultra Vivid Scene
- Underground Lovers
- Unrest
- Vaughan Oliver e v23 (e 23 Envelope)
- The Wolfgang Press
- Xmal Deutschland
- Hans Zimmer & Lisa Gerrard